# Luca Raschle
Luca Raschle (* 6. November 1990 in St. Gallen, Schweiz) ist ein Handballspieler mit österreichischer und Schweizer Staatsbürgerschaft.

## Karriere
Der gebürtige Vorarlberger begann seine aktive Profi-Karriere beim Alpla HC Hard, für den er vorher auch schon in diversen Jugendligen aktiv war. Mit den „Teufeln vom Bodensee“ nahm er 2012, 2013, 2014 und 2015 an der Qualifikation für die EHF Champions League teil, scheiterte dort aber an den jeweiligen Gegnern. Durch diesen Umstand durfte man jeweils an der dritten Runde der EHF-CUP-Qualifikation teilnehmen, kam aber nie über diese hinaus. In Österreich konnte er mit dem HC Hard in den Saisonen 2011/12, 2012/13, 2013/14, 2014/15, 2016/17 und 2020/21 jeweils Österreichischer Meister werden sowie 2013/14, 2017/18  und 2022/23 den ÖHB-Cup gewinnen. In der Saison 2011/12 wurde der Außenspieler als „Newcomer des Jahres“ ausgezeichnet. Raschle wird nach der Saison 2023/24 seine Karriere beenden.
Obwohl Raschle im Schweizerischen St. Gallen geboren wurde, spielte er für die Österreichische Nationalmannschaft.

## Erfolge
- 1× HLA „Newcomer des Jahres“ 2011/12
- 5× Österreichischer Meister 2011/12, 2012/13, 2013/14, 2014/15, 2016/17, 2020/21
- 3× Österreichischer Pokalsieger 2013/14, 2017/18, 2022/23

## HLA-Bilanz
| 2009/10   | Alpla HC Hard                                                   | HLA                                                             | 29                                                              | 0                                                               | 29                                                              |                                                                 |                                                                 |                                                                 |                                                                 |                                                                 |
| 2010/11   | Alpla HC Hard                                                   | HLA                                                             | 67                                                              | 0                                                               | 67                                                              |                                                                 |                                                                 |                                                                 |                                                                 |                                                                 |
| 2011/12   | Alpla HC Hard                                                   | HLA                                                             | 69                                                              | 0                                                               | 69                                                              |                                                                 |                                                                 |                                                                 |                                                                 |                                                                 |
| 2012/13   | Alpla HC Hard                                                   | HLA                                                             | 66                                                              | 0                                                               | 66                                                              |                                                                 |                                                                 |                                                                 |                                                                 |                                                                 |
| 2013/14   | Alpla HC Hard                                                   | HLA                                                             | 76                                                              | 0                                                               | 76                                                              |                                                                 |                                                                 |                                                                 |                                                                 |                                                                 |
| 2014/15   | Alpla HC Hard                                                   | HLA                                                             | 18                                                              | 1/1                                                             | 17                                                              |                                                                 |                                                                 |                                                                 |                                                                 |                                                                 |
| 2015/16   | Alpla HC Hard                                                   | HLA                                                             | 91                                                              | 14/19                                                           | 77                                                              |                                                                 |                                                                 |                                                                 |                                                                 |                                                                 |
| 2016/17   | Alpla HC Hard                                                   | HLA                                                             | 80                                                              | 0/0                                                             | 80                                                              |                                                                 |                                                                 |                                                                 |                                                                 |                                                                 |
| 2017/18   | Alpla HC Hard                                                   | HLA                                                             | 58                                                              | 0/0                                                             | 58                                                              |                                                                 |                                                                 |                                                                 |                                                                 |                                                                 |
| 2019/20   | Saison aufgrund der COVID-19-Pandemie in Österreich abgebrochen | Saison aufgrund der COVID-19-Pandemie in Österreich abgebrochen | Saison aufgrund der COVID-19-Pandemie in Österreich abgebrochen | Saison aufgrund der COVID-19-Pandemie in Österreich abgebrochen | Saison aufgrund der COVID-19-Pandemie in Österreich abgebrochen | Saison aufgrund der COVID-19-Pandemie in Österreich abgebrochen | Saison aufgrund der COVID-19-Pandemie in Österreich abgebrochen | Saison aufgrund der COVID-19-Pandemie in Österreich abgebrochen | Saison aufgrund der COVID-19-Pandemie in Österreich abgebrochen | Saison aufgrund der COVID-19-Pandemie in Österreich abgebrochen |
| 2020/21   | Alpla HC Hard                                                   | HLA                                                             | 119                                                             | 1/1                                                             | 118                                                             |                                                                 |                                                                 |                                                                 |                                                                 |                                                                 |
| 2009–2021 | gesamt                                                          | HLA                                                             | 673                                                             | 16/21 (76 %)                                                    | 657                                                             |                                                                 |                                                                 |                                                                 |                                                                 |                                                                 |